# Schinostethus nigricornis
Schinostethus nigricornis là một loài bọ cánh cứng trong họ Psephenidae. Loài này được Waterhouse miêu tả khoa học đầu tiên năm 1880.